# DJ Lethal
DJ Lethal, справжнє ім'я Леор Дімант (англ. Leor Dimant) — американський діджей та продюсер латвійського походження, учасник гуртів Limp Bizkit та House of Pain.

## Життєпис
Леор Дімант народився 1972 року в Ризі, СРСР. В середині 1970-х родина переїхала до Італії, а потім — до США. Батько Діманта був гітаристом і виступав в російськомовних закладах на Брайтон-Біч. 1987 року родина переїхала з Нью-Джерсі до Лос-Анджелесу, де Дімант зацікавився хіп-хоп-культурою — репом, брейкдансом, графіті. Він починав як бітбоксер, але невдовзі став діджеєм. Коли Діманту було 16 років, він вирушив у концертний тур із репером Еверластом і покинув навчання, зосередившись на музичній кар'єрі та обравши  псевдонім DJ Lethal.
На початку 1990-х років DJ Lethal, Everlast та його шкільний товариш Danny Boy заснували гурт House of Pain. 1992 року вийшов їх дебютний однойменний альбом, який містив хіти «Jump Around» та «Shamrocks and Shenanigans», а 1994 року — другий альбом Same as It Ever Was.
Під час концертів House of Pain DJ Lethal затоваришував із музикантами маловідомого гурту Limp Bizkit, який виступав у них на розігріві. Limp Bizkit спочатку запросили діджея взяти участь в записі окремих пісень, а потім запропонували йому доєднатися до гурту. DJ Lethal прийняв пропозицію і починаючи з 1990-х років грав у рок-гурті, який став одним з провідних та найбільш комерційно успішних колективів у жанрі ню-метал.